# Cornelius (artiste)
Pour les articles homonymes, voir Cornelius.
Cornelius, dit Keigo Oyamada (小山田 圭吾, Oyamada Keigo) le 27 janvier 1969 à Tokyo, est un musicien et producteur japonais. Il s'est fait connaître grâce au duo pop Flipper's Guitar, groupe clé de la scène Shibuya-kei de Tokyo. Après leur split en 1991, Oyamada adopta le nom de scène Cornelius, en référence au personnage du même nom dans La Planète des singes, pour entamer une carrière solo.
Son style musical est souvent décrit comme très proche de celui de Beck , avec des influences communes telles que The Beach Boys, The Jesus and Mary Chain, Primal Scream ou encore My Bloody Valentine.
La musique de Cornelius peut être décrite comme expérimentale et exploratrice, incorporant des sons du quotidien aux instruments harmoniquement plus familiers.
Il est bien connu des Japonais comme un délinquant qui a brutalisé ses camarades handicapés de sa classe pendant une longue période.

## Critique
Dans une interview parue dans un magazine musical le 1er juillet 1995, Oyamada a déclaré qu'il avait été impliqué dans l'intimidation et l'agression de plusieurs étudiants handicapés pendant de nombreuses années, de l'école primaire au lycée. En réponse, une conversation entre Oyamada et les victimes était prévue, mais toutes les victimes ont refusé de le rencontrer. Oyamada lui-même a déclaré : « Quand j'y pense maintenant, j'ai vraiment fait une chose terrible. J'aimerais profiter de cette occasion pour m'excuser (rires) »,.
Dans le numéro de janvier 1996 de Rockin'on Japan, Oyamada se souvient d'avoir brutalisé et agressé des étudiants handicapés, notamment en les "enfermant dans des caisses à sauter", en les "enveloppant dans des matelas et en leur donnant des coups de pied", en les "obligeant à manger leurs propres excréments", en les "forçant à se déshabiller et à se promener nus", en les "forçant à se masturber" et en leur "donnant des coups de poing et des coups de pied",.
En juillet 2021, un nombre croissant de personnes sur les sites de réseaux sociaux sur Internet ont déclaré qu'il était inéligible pour faire partie de l'équipe de production des cérémonies d'ouverture et de clôture des Jeux olympiques et paralympiques de Tokyo, qui sont fondées sur les principes de diversité et d'harmonie.

## Discographie

### Albums
- The First Question Award (1994)
- 69/96 (1995)
- Fantasma (1997)
- CM (1998), Cornelius remixe les artistes l'ayant lui-même remixé sur FM
- FM (1998), une collection de remixes de Fantasma par différents artistes
- Point (2001)
- CM2 (2003), une compilation de remixes par Cornelius
- PM (2003), une compilation de remixes de Point par divers artistes
- Sensuous (24 avril 2007)
- Mellow waves (juin 2017)

### EP
- Holidays in the Sun EP (1993)
- Cornelius Works 1999 (1999), CD-R promo rare pour 3-D Corporation Ltd. (Japon)

### Singles
- The Sun Is My Enemy (1993)
- Perfect Rainbow (1993)
- (you can't always get) what you want (1994)
- Moon Light Story (1994)
- Moon Walk (1995), cassette audio seulement
- Star Fruits Surf Rider (1997)
- Freefall (1997), Royaume-Uni seulement
- Chapter 8 (1997), Royaume-Uni seulement
- Point of View Point (2001)
- Drop (2001)
- Music (23 août 2006)
- Breezin' (27 septembre 2006)

### DVD/VHS
- EUS (2000), concert
- Five Point One (2003), DVD regroupant différentes vidéo et clip

### Autres travaux
- Coloris (2006), un jeu Nintendo pour Game Boy Advance